# Feeling Gravitys Pull
Feeling Gravitys Pull è un singolo dei R.E.M., incluso nell'album Fables of the Reconstruction del 1985.
Michael Hann ha scritto sul Guardian che sentendo la canzone nel 1985 si è istantaneamente innamorato del gruppo.